# Chazeuil (Nièvre)
Chazeuil és un municipi francès, situat al departament del Nièvre i a la regió de Borgonya - Franc Comtat. L'any 2007 tenia 69 habitants.

## Demografia

### Població
El 2007 la població de fet de Chazeuil era de 69 persones. Hi havia 28 famílies, de les quals 4 eren unipersonals (4 dones vivint soles i 4 dones vivint soles), 12 parelles sense fills i 12 parelles amb fills.
La població ha evolucionat segons el següent gràfic:
Habitants censats

### Habitatges
El 2007 hi havia 56 habitatges, 25 eren l'habitatge principal de la família, 30 eren segones residències i 1 estava desocupat. 54 eren cases i 1 era un apartament. Dels 25 habitatges principals, 24 estaven ocupats pels seus propietaris i 1 estava cedit a títol gratuït; 2 tenien dues cambres, 4 en tenien tres, 8 en tenien quatre i 11 en tenien cinc o més. 18 habitatges disposaven pel capbaix d'una plaça de pàrquing. A 15 habitatges hi havia un automòbil i a 9 n'hi havia dos o més.

### Piràmide de població
La piràmide de població per edats i sexe el 2009 era:
| Homes | Edats   | Dones |
| ----- | ------- | ----- |
| 0     | 95 o +  | 0     |
| 0     | 90 a 94 | 0     |
| 0     | 85 a 89 | 0     |
| 0     | 80 a 84 | 0     |
| 0     | 75 a 79 | 4     |
| 4     | 70 a 74 | 4     |
| 0     | 65 a 69 | 0     |
| 8     | 60 a 64 | 4     |
| 0     | 55 a 59 | 0     |
| 0     | 50 a 54 | 4     |
| 0     | 45 a 49 | 0     |
| 4     | 40 a 44 | 0     |
| 0     | 35 a 39 | 4     |
| 0     | 30 a 34 | 0     |
| 8     | 25 a 29 | 0     |
| 0     | 20 a 24 | 0     |
| 4     | 15 a 19 | 0     |
| 0     | 10 a 14 | 4     |
| 0     | 5 a 9   | 4     |
| 0     | 0 a 4   | 0     |

## Economia
El 2007 la població en edat de treballar era de 42 persones, 23 eren actives i 19 eren inactives. De les 23 persones actives 21 estaven ocupades (13 homes i 8 dones) i 2 estaven aturades (1 home i 1dona). De les 19 persones inactives 9 estaven jubilades, 6 estaven estudiant i 4 estaven classificades com a «altres inactius».
Activitats econòmiques
Els 2 establiments que hi havia el 2007 eren d'empreses de construcció.
L'únic servei als particulars que hi havia el 2009 era un electricista.
L'any 2000 a Chazeuil hi havia 5 explotacions agrícoles.

## Poblacions més properes
El següent diagrama mostra les poblacions més properes.